# Александрув (Пйотрковський повіт)
Александрув (пол. Aleksandrów) — село в Польщі, у гміні Александрув Пйотрковського повіту Лодзинського воєводства.
Населення — 207 осіб (2011).
У 1975-1998 роках село належало до Пйотрковського воєводства.

## Демографія
Демографічна структура станом на 31 березня 2011 року:
|          | Загалом | Допрацездатний вік | Працездатний вік | Постпрацездатний вік |
| -------- | ------- | ------------------ | ---------------- | -------------------- |
| Чоловіки | 99      | 24                 | 65               | 10                   |
| Жінки    | 108     | 24                 | 58               | 26                   |
| Разом    | 207     | 48                 | 123              | 36                   |